# Edla van Steen
Edla van Steen (Florianópolis, 12 de julio de 1936-Sao Paulo, 6 de abril de 2018) fue una periodista, actriz y escritora brasileña.

## Biografía
Hija de un padre belga y madre de ascendencia alemana, nació en Florianópolis, Santa Catarina y se educó en un internado católico. Comenzó a trabajar como locutora de radio y luego se convirtió en periodista en Curitiba. En 1958, protagonizó la película Na Garganta do Diabo, ganando varios premios por su actuación.
Publicó el libro de cuentos Cio en 1965; técnicamente fue su segunda colección de historias cortas: un manuscrito anterior se perdió antes de que pudiera publicarse. Fundó la galería de arte Galería Múltipla y fue su directora. Su novela Memórias do Medo se publicó en 1974; en 1981, fue adaptado para la televisión. En 1977, publicó su siguiente colección de historias, Antes do amanhecer. Al año siguiente, organizó la antología O Conto da Mulher Brasileira; también organizó una semana en honor a los escritores brasileños, patrocinada por el Ministerio de Cultura de São Paulo.
Su obra O último encontro recibió el Premio Molière y el Premio Mambembe a la mejor obra, así como un premio otorgado por la asociación de críticos de arte de São Paulo. Escribió una segunda obra, Bolo de nozes en 1990. También tradujo al portugués obras de dramaturgos como Jean-Claude Brisville, Henrik Ibsen y Manfred Karge para el teatro. Según ella misma contabilizaba, al menos otros 300 volúmenes fueron editados o organizados por ella: con la Editorial Global organizó las series Melhores Poemas, Melhores Contos, Melhores Crônicas, que tiene al menos 100 autores. Dirigió, entre otras series, la colección Roteiro da Poesia Brasileira, con 15 volúmenes.
Falleció en Sao Paulo el 6 de abril de 2018, tras complicaciones cardíacas por las que había estado hospitalizada días atrás.

## Trabajos seleccionados
- Corações mordidos, novela (1983)
- Manto de nuvem, literatura juvenil (1985)
- Até semper, cuentos (1985)
- Love Stories: Una colección brasileña, traducida por Elizabeth Lowe (1978)
- Una bolsa de historias (1991)
- Madrugada, novela (1992), recibió el Premio Coelho Neto de la Academia Brasileña de Letras, y el premio al mejor libro del Pen Club de Brasil[5]
- Cheiro de amor, novela (1996), recibió el Premio Nestlé de Literatura Brasileira[5]
- O gato barbudo (2000)
- O presente (2001)
- A ira das águas, cuentos (2004)